# Xing (Lüliang)
Xing (chinesisch 兴县, Pinyin Xīng Xiàn) ist ein chinesischer Kreis der bezirksfreien Stadt Lüliang im mittleren Westen der Provinz Shanxi. Er hat eine Fläche von 3.164 km² und zählt 183.484 Einwohner (Stand: Zensus 2020). Sein Hauptort ist die Großgemeinde Weifen (蔚汾镇).
Die Stätte des Regierungssitzes der Shanxi-Suiyuan-Grenzregion und des Hauptquartiers des Militärgebiets (Jin-Sui bianqu zhengfu ji junqu silingbu jiuzhi 晋绥边区政府及军区司令部旧址) stehen seit 1996 auf der Liste der Denkmäler der Volksrepublik China (4-241).